# Matchoi Djaló
Matchoi Djaló (10 april 2003) is een Portugees voetballer, die doorgaans speelt als rechtsbuiten. Djaló werd in juli 2019 uit de jeugd opgenomen in het eerste elftal Paços de Ferreira.

## Clubcarrière
Djaló doorliep de jeugdreeksen van Paços de Ferreira. In juli 2019 promoveerde hij naar het eerste elftal. Op 10 augustus 2019, de openingsspeeldag van het Primeira Liga, mocht hij in de uitwedstrijd tegen Benfica zijn debuut maken. Achttien minuten voor tijd kwam hij op het terrein Pedrinho vervangen. Zijn debuutwedstrijd eindigde in mineur, de wedstrijd werd met 5–0 verloren. Op de leeftijd van 16 jaar en 122 dagen werd hij zo de jongste debutant in de hoogste Portugese afdeling.

## Clubstatistieken
| Seizoen | Club              | Competitie      | Competitie | Competitie | Beker | Beker | Internationaal | Internationaal | Totaal | Totaal |
| Seizoen | Club              | Competitie      | Wed.       | Dlp.       | Wed.  | Dlp.  | Wed.           | Dlp.           | Wed.   | Dlp.   |
| ------- | ----------------- | --------------- | ---------- | ---------- | ----- | ----- | -------------- | -------------- | ------ | ------ |
| 2019/20 | Paços de Ferreira | Primeira Liga   | 2          | 0          | 0     | 0     | —              | —              | 2      | 0      |
| 2020/21 | Paços de Ferreira | Primeira Liga   | 3          | 0          | 1     | 0     | —              | —              | 4      | 0      |
| 2021/22 | Paços de Ferreira | Primeira Liga   | 23         | 1          | 3     | 0     | 3              | 0              | 29     | 1      |
| 2022/23 | Paços de Ferreira | Primeira Liga   | 22         | 1          | 2     | 0     | —              | —              | 24     | 1      |
| 2023/24 | Paços de Ferreira | Liga Portugal 2 | 32         | 7          | 2     | 0     | —              | —              | 34     | 7      |
| 2024/25 | Başakşehir        | Süper Lig       | 9          | 0          | 1     | 0     | 1              | 0              | 11     | 0      |
| 2025/26 | → Wisła Płock     | Ekstraklasa     | 0          | 0          | 0     | 0     | 0              | 0              | 0      | 0      |
| Totaal  | Totaal            | Totaal          | 91         | 9          | 9     | 0     | 4              | 0              | 104    | 9      |

Bijgewerkt tot en met het seizoen 2024/25.